# Feel the Pain
Feel the Pain è un brano musicale dei Dinosaur Jr. pubblicato nel 1994 in un singolo, in un extended play e nell'album Without a Sound.

## Descrizione
Il brano raggiunse la quarta posizione nella classifica Modern Rock Tracks di Billboard. Venne realizzato anche un video musicale. Venne pubblicato anche in una versione dal vivo pubblicato nel 1995 in un EP in Giappone, Feel the Pain (live tracks), registrato presso la Brixton Academy di Londra l'8 ottobre 1994.

## Tracce

### Singolo
1. Feel the Pain – 4:14 (J  Mascis)
2. Get Out of This (No words just solo) – 5:25 (J Mascis)

### EP 1
1. Feel the Pain – 4:14 (J  Mascis)
2. Get Out of This (No words just solo) – 5:25 (J Mascis)
3. Repulsion (acoustic live at CBGB's) – 2:42 (J Mascis)

### EP  2
1. Feel the Pain (live) – 4:59 (J  Mascis)
2. Get Me (live) – 6:03 (J Mascis)
3. Grab It (live) – 3:57 (J Mascis)
4. What Else Is New (live) – 9:27 (J Mascis)
5. Sludge (live) – 7:45 (J Mascis)

## Formazione
- J Mascis - chitarra, voce
- Mike Johnson: basso
- George Berz: batteria